# (33961) Macinleyneve
2000 NO9 (asteroide 33961) é um asteroide da cintura principal. Possui uma excentricidade de 0.18888130 e uma inclinação de 3.26663º.
Este asteroide foi descoberto no dia 7 de julho de 2000 por LINEAR em Socorro.